# Yokohama Flügels
Yokohama Flügels (横浜フリューゲルス), er en japansk professionel fodboldklub, baseret i Yokohama.
| Fodbold | Spire Denne artikel om en fodboldklub er en spire som bør udbygges. Du er velkommen til at hjælpe Wikipedia ved at udvide den. |